# Ледяная дева (сказка)
«Ледяная дева» (дат. Iisjomfruen) — повесть-сказка, написанная Хансом Кристианом Андерсеном в 1861 году и вошедшая в цикл «Новые сказки и истории». Другие названия произведения — «Дева льдов», «Ледяница».
Сказка была написана во время пребывания Андерсена в Швейцарии; часть эпизодов — в частности, история с поимкой молодого орлёнка — создана на основе баварского фольклора.
Сюжет сказки лёг в основу балета Игоря Стравинского «Поцелуй феи» (1928).

## Сюжет
Жизнь не баловала Руди. Мальчику исполнился год, когда погиб его отец; мать, решив вернуться с ребёнком к родным на Бернское нагорье, не сумела перебраться через заснеженный хребет, провалилась в расщелину и погибла. Руди, которого она держала в руках, чудом остался в живых. Местные жители говорили, что в расщелине мальчика поцеловала хозяйка тех мест — Ледяная дева; с той поры он утратил детскую весёлость.
До восьми лет Руди воспитывался в доме деда; потом попал в семью дяди, живущего в долине Роны. Дядя брал племянника на охоту, учил ходить по скалистым тропам и правильно вести себя во время схода снежных лавин. К двадцати годам Руди превратился в лучшего стрелка кантона Вале и самого надёжного проводника в горах. На танцах девушки с удовольствием поглядывали в сторону симпатичного загорелого парня, однако мечтой Руди была дочь богатого мельника Бабетта. Отец девушки, узнав о намерениях молодого охотника, поставил условие: он отдаст за него свою дочь лишь в том случае, если тот принесёт им молодого орлёнка. Задача была сложнейшая, но Руди сумел добраться до орлиного гнезда. Мельник, получив живую птицу, согласился летом сыграть свадьбу.
До свадьбы жених и невеста преодолели немало искушений: за Бабеттой пытался ухаживать её кузен, Руди в горах встречался с Ледяной девой; отношения возлюбленных порой были на грани разрыва. Накануне бракосочетания они отправились в Вильнёв. Во время прогулки по городу Бабетта захотела попасть на островок, который внешне напоминал букет цветов, плывущий по воде. У берега стояла лодка, и Руди сел за вёсла. Добравшись до острова, влюблённые не сразу заметили, что лодка отвязалась и поплыла. Руди бросился за ней вдогонку и вновь попал в объятия Ледяной девы. На сей раз её поцелуи оказались смертельными: юноша исчез в воде.
Бабетта видела, как погиб её жених. Она проплакала на острове всю ночь; на следующий день её отчаянные крики привлекли внимание спасателей. После несостоявшейся свадьбы девушка осталась жить с отцом; по вечерам она глядела на снежные вершины и думала о Руди.

## Художественные особенности
«Ледяная дева» — это поздняя вариация на тему «Снежной королевы», созданная в более реалистичной манере. Если в сказке про Кая и Герду присутствует волшебное зеркало, осколок которого ранит мальчика в сердце, то в «Ледяной деве» Руди и Бабетта попадают под действие злых сил. Герда в финале «Снежной королевы» сумела спасти названного брата своей бескорыстной любовью и горячими слезами; Бабетта в похожей ситуации оказалась бессильна, потому что их с Руди чувства оказались не столь безоглядными; внешний успех порой значил для каждого из них больше, чем сердечная привязанность друг к другу.
По мнению литературоведа Тамары Сильман, образ Ледяной девы близок не только Снежной королеве, но и андерсеновской «Русалочке»:
В фольклорной традиции это материализованные образы сил природы. Их характер если не целиком, то, во всяком случае, в пределах какой-то амплитуды колебаний определяется своеобразием действия этих сил на человека (холод горных рек, страх путника перед снежными обвалами, коварная и опасная глубина озёр).
Родство с другим литературным персонажем — гофмановским Котом Мурром — проявляется в том, что о многих событиях из жизни героев читатель узнаёт от живущих на мельнице домашних животных. С определённого момента Андерсен «расщепляет» повествование на две части: историю взаимоотношений Руди и Бабетты рассказывает автор; новостями о более «приземлённых» событиях делятся друг с другом кошки, живущие в доме мельника. Второй — бытовой — план привносит в сказку «элемент юмористически окрашенной социальной сатиры».
Мария Бекетова в очерке о творчества Андерсена отмечала, что для этого писателя очень важна заключительная фраза:
Он не верил ни во что окончательно дурное и находил, что всё хорошо кончается. Даже сказка его «Ледяная дева», несмотря на крайне печальный конец, завершается фразой: «Всё к лучшему».

## Адаптации
В ноябре 1928 года в Гранд-опера состоялась премьера балета Игоря Стравинского «Поцелуй феи», созданного по мотивам сказки «Ледяная дева» (автор либретто — Игорь Стравинский, художник — Александр Бенуа, постановщик — Бронислава Нижинская). Заглавие предварялось авторским уточнением: «аллегорический балет в четырёх картинах, навеянный музыкой П. И. Чайковского»:
Музыка сочинена в традиции Чайковского, но не просто стилизована, а переосмыслена композитором с современной ему точки зрения. <...> Это его «музыкальное приношение» великому русскому мелодисту и симфонисту.
Первая и четвёртая картины балета, во время которых происходит встреча Юноши с Феей, исполнены лиризма. Во вторую и третью (представляющие собой сельский праздник и подготовку к свадьбе) включены цитаты из таких произведений Чайковского, как «Мужик на гармонике играет», Юмореска, «Спящая красавица».